# خط مرگ
خط مرگ (به انگلیسی: Deathline) یک فیلم سینمایی اکشن و علمی–تخیلی محصول مشترک هلند و کانادا که در سال ۱۹۹۷ عرضه شده‌است. فیلمبرداری در مجارستان انجام شده‌است.